# Göglhaus

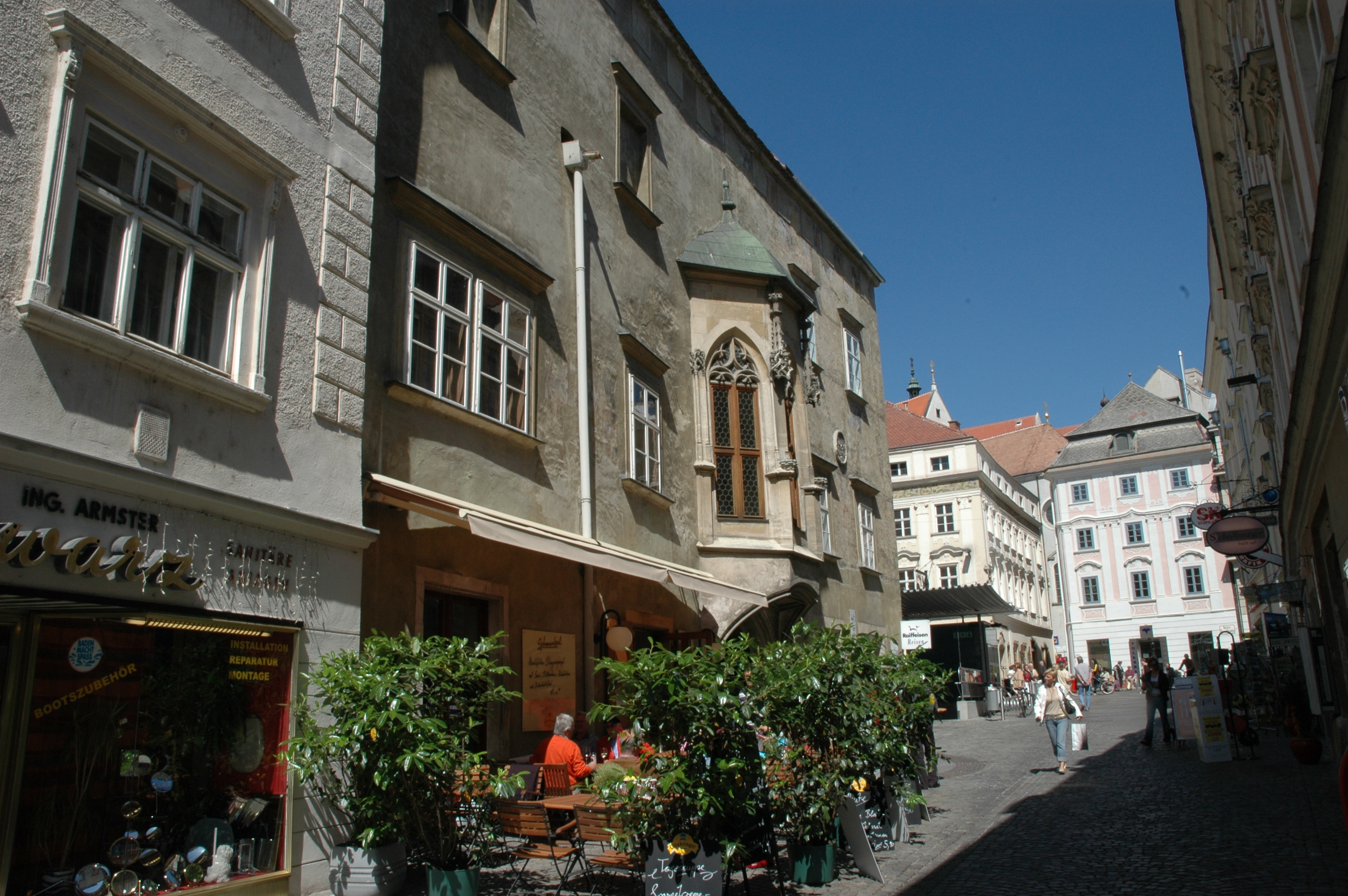
Göglhaus am „Taglichen Markt“

Das Göglhaus in Krems an der Donau (Ecke Täglicher Markt Nr. 2 – Obere Landstraße Nr. 1) ist ein historisches Gebäude, welches bereits um 1150 urkundlich erwähnt wurde.
Das Haus war im Spätmittelalter im Besitz der Handelsfamilie Eggenburger und ist jetzt nach einem Besitzer aus dem 19. Jahrhundert benannt. Es besitzt über dem Hauptportal einen einzigartigen spätgotischen Torerker, der 1487–1511 unter Mert Eggenburger erbaut wurde. Die ausgedehnte Fassade wurde mit Figuren und Figurengruppen um 1520 dekoriert. Bemerkenswert ist vor allem auch der restaurierte Wappenschmuck gegen die Obere Landstraße, bzw. die Wappendarstellungen auf den einst freistehenden Zinnen. Sie beinhalten Habsburger- und Reichsideologie und stammen wohl aus der Zeit Maximilians I., möglicherweise kann eine Eingrenzung auf 1504–1508 vorgenommen werden.
Auch die Innenhöfe und einige Räume verfügen über mittelalterliche Bausubstanz. So enthält das Göglhaus eines der wenigen Beispiele in Österreich für ein Diamant- bzw. Zellengewölbe aus der Zeit der Renaissance.
Eine singuläre Notiz lässt vermuten, dass dieses Haus bis zur Erbauung des heutigen Rathauses die Funktion der „Schranne“ als Ort der Rechtsprechung und Verwaltung erfüllte.